# Vanceboro (Maine)
Vanceboro és una població dels Estats Units a l'estat de Maine (EUA). Segons el cens del 2000 tenia 147 habitants.

## Demografia
Segons el cens del 2000, Vanceboro tenia 147 habitants, 68 habitatges, i 42 famílies. La densitat de població era de 2,8 habitants/km².
Dels 68 habitatges en un 23,5% hi vivien nens de menys de 18 anys, en un 50% hi vivien parelles casades, en un 5,9% dones solteres, i en un 38,2% no eren unitats familiars. En el 30,9% dels habitatges hi vivien persones soles el 16,2% de les quals corresponia a persones de 65 anys o més que vivien soles. El nombre mitjà de persones vivint en cada habitatge era de 2,16 i el nombre mitjà de persones que vivien en cada família era de 2,69.
Per edats la població es repartia de la següent manera: un 17% tenia menys de 18 anys, un 5,4% entre 18 i 24, un 24,5% entre 25 i 44, un 36,7% de 45 a 60 i un 16,3% 65 anys o més.
L'edat mediana era de 46 anys. Per cada 100 dones de 18 o més anys hi havia 114 homes.
La renda mediana per habitatge era de 17.386 $ i la renda mediana per família de 24.063 $. Els homes tenien una renda mediana de 23.750 $ mentre que les dones 15.625 $. La renda per capita de la població era de 13.580 $. Entorn del 19,5% de les famílies i el 18,4% de la població estaven per davall del llindar de pobresa.